# 윌프리드 셀러스
윌프리드 스토커 셀러스(Wilfrid Stalker Sellars, 1912년 5월 20일 ~ 1989년 7월 2일)는 미국의 철학자이자, 비판적 리얼리즘(critical realism)의 주요 주창자이다. 셀러스는 "미국에서 철학의 방법과 내용 둘 다에 대혁신을 일으켰다".
셀러스는 그가 "주워진 것의 신화(혹은 소여에 대한 신화, Myth of the Given)"라고 부른 토대주의적 인식론에 대한 비판으로 잘 알려져 있으나, 그의 철학적 작업은 세계를 묘사하는 직관적인 방법과 자연주의적인, 과학적인 설명을 조화시키는 궁극적 목표를 향해 있다. 셀러스는 논증의 세련됨과 함께 대의의 비전을 추구하여 다양한 주제를 흡수한 것으로 높은 평가를 받고 있다. 미국 실용주의(프래그머티즘)의 요소를 영미 분석 철학, 오스트리아, 독일 논리실증주의와 종합하려고 한 최초의 철학자였다. 그의 작업은 초월적 관념론(transcendental idealism)이란 독일의 전통과의 지속적인 관련성을 반영한다.

## 철학적 기여
셀러스는 철학에서 "이유의 공간"(space of reasons)과 같은 현재 일반적인 관용구를 정의하였다. "이유의 공간"은 두 가지를 말한다.
1. 인간이 세계에서 지적으로 이해하기 위하여 사용하는 개념적, 행동적 언어 그물(web of language)을 말한다.
2. 이유, 인식론적 정당화, 의도에 대한 논의는 물리학이 말하는 의미에서 원인이나 효과에 대한 논의와는 같지 않다는 사실을 나타낸다.

## 같이 보기
- 미국 철학